# La Réserve des Suisses Morts
La Réserve des Suisses Morts és una instal·lació de Christian Boltanski pertanyent a la sèrie Suisses Morts, i que forma part de la col·lecció del Institut Valencià d'Art Modern. Es tracta d'una de les obres més representatives de l'autor, i ha estat present en diferents exposicions a tot el món, amb versions en el TATE i el Pompidou. Es compon de 2.580 caixes de metall amb fotografies, que representen el rostre de ciutadans suïssos anònims.
La instal·lació s'enquadra en altres obres de l'artista que tracten el trauma i la vida humana, presentant la fotografia d'un ciutadà suís mort en cadascuna de les caixes la formen. Creada entre 1991 i 1993, la instal·lació està formada per 2.580 caixes diferents, amb fotografies de ciutadans anònims extretes de la secció de necrològiques d'un periòdic local. Amb l'obra, l'autor fa referència a la neutralitat suïssa i llança la pregunta retòrica: De què moren els suïssos?. L'elecció s'ha del fet que Suïssa és un país conegut per no involucrar-se en conflictes internacionals i per la seva estabilitat política, fet que no impedeix que els seus ciutadans moren.